# Leptychaster melchiorensis
Leptychaster melchiorensis is een kamster uit de familie Astropectinidae.
De wetenschappelijke naam van de soort werd in 1969 gepubliceerd door Bernasconi.